# Antigua Guatemala
Antigua Guatemala (lidově též zkráceně Antigua nebo La Antigua) je město v centrální Guatemale, přibližně 22 km jihozápadně od Ciudad de Guatemala. Leží v departementu Sacatepéquez. V okolí města jsou 3 sopky - Fuego, Agua a Acatenango, které ovlivnily dějiny města. Z architektonického hlediska je město známé pro zachovalé stavby i ruiny z koloniálního období s renesančními a barokními prvky, díky kterým je od roku 1979 historické centrum zapsáno na seznamu světového kulturního dědictví UNESCO. Žije zde přibližně přibližně 59 tisíc osob. Je vyhledávanou guatemalskou turistickou lokalitou.

## Historie
Antigua Guatemala byla jedním z hlavních měst generální kapitanát Guatemala (dnešní státy Guatemala, Salvador, Honduras, Nikaragua, Kostarika a Chiapas). S výstavbou se začalo v roce 1543. Předešlé hlavní město se rozkládalo na úpatí sopky Agua a bylo zničeno povodní. Antigua hned od svého založení měla významné postavení v celém místokrálovství Nové Španělsko, v období svého největšího rozkvětu bylo město kulturní a hospodářské centrum regionu a svým přepychem si nezadalo s Ciudad de México nebo Limou. Rychlý konec rozvoje města nastal 29. června 1773, kdy zemětřesení zničilo podstatnou část města. Roku 1776 bylo hlavní město přemístěno do Ciudad de Guatemala, kde je dodnes.
Mezi stavební památky ve městě patří např.:
- Hospital de San Pedro
- Compañía de Jesús
- Catedral de San José
- Ruinas de San José el Viejo
- Arco de Santa Catalina
- Plaza Central
- Iglesia Escuela de Cristo
- Iglesia Escuela de Cristo
- Iglesia de San Francisco
- Palacio de los Capitanes Generales
- Palacio del Ayuntamiento
- Museo del Jade
- Ermita de Santa Cruz
- Ermita de San Lázaro

## Fotogalerie

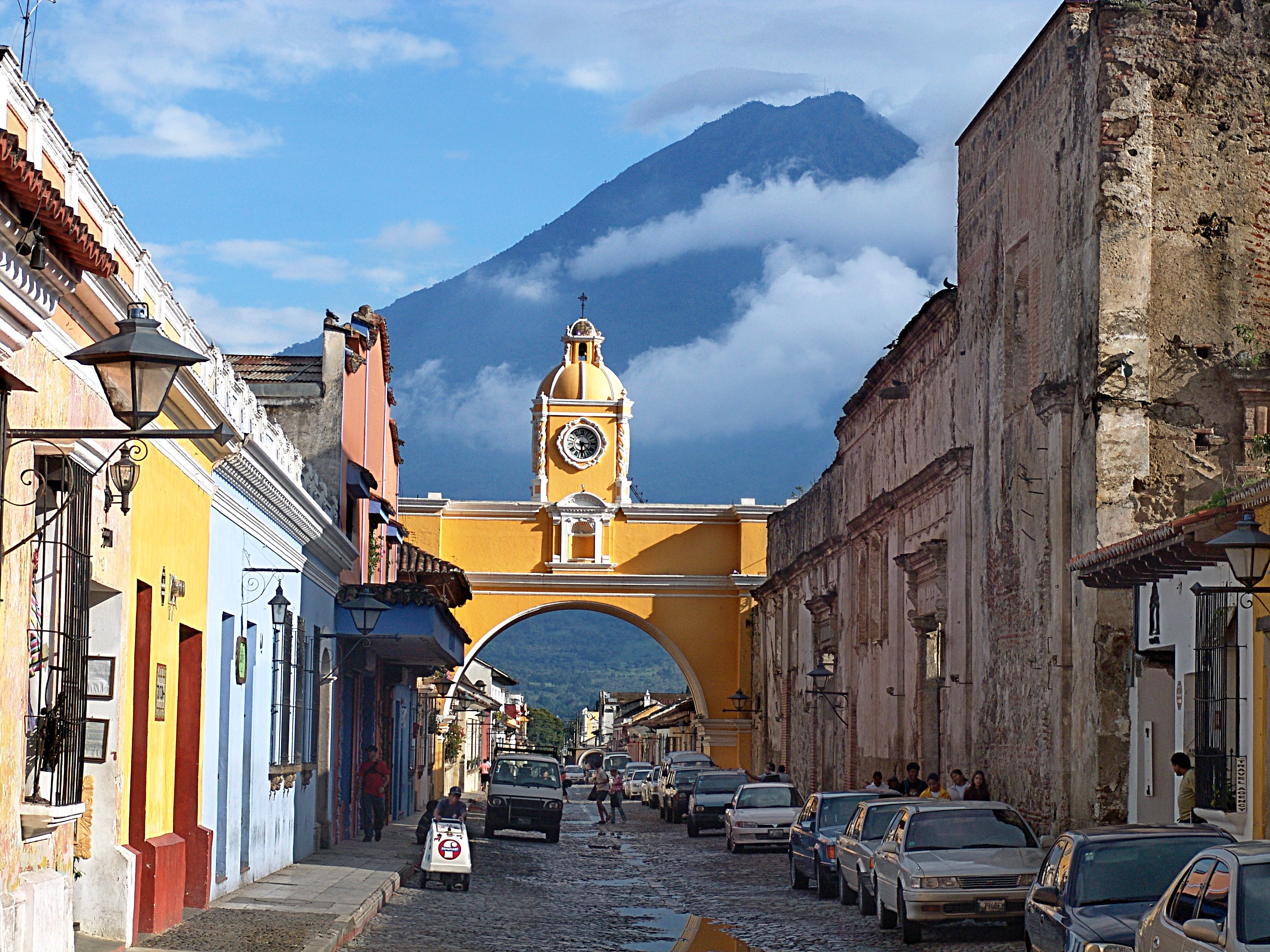
Arco de Santa Catalina
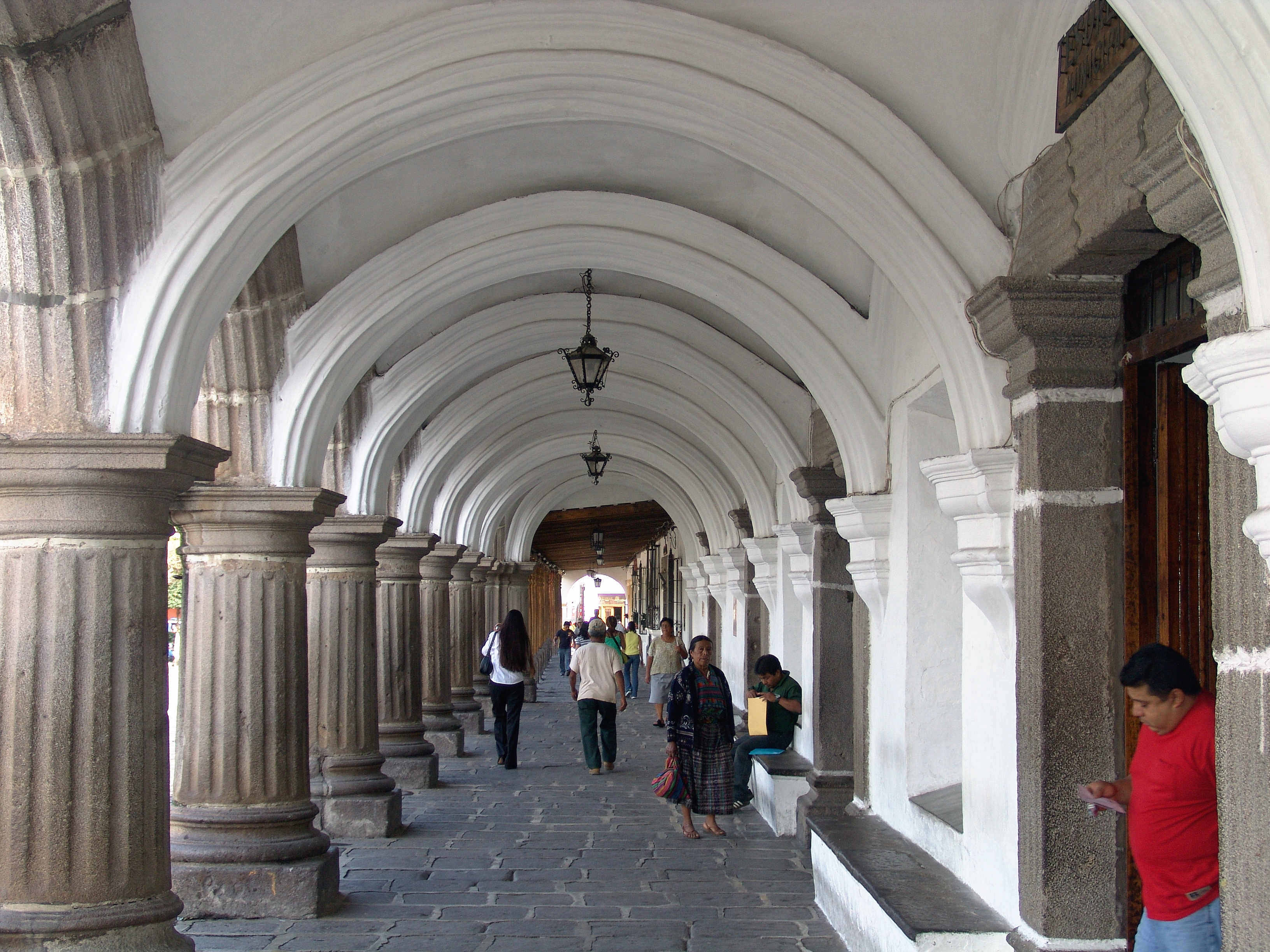
Palacio del Ayuntamiento
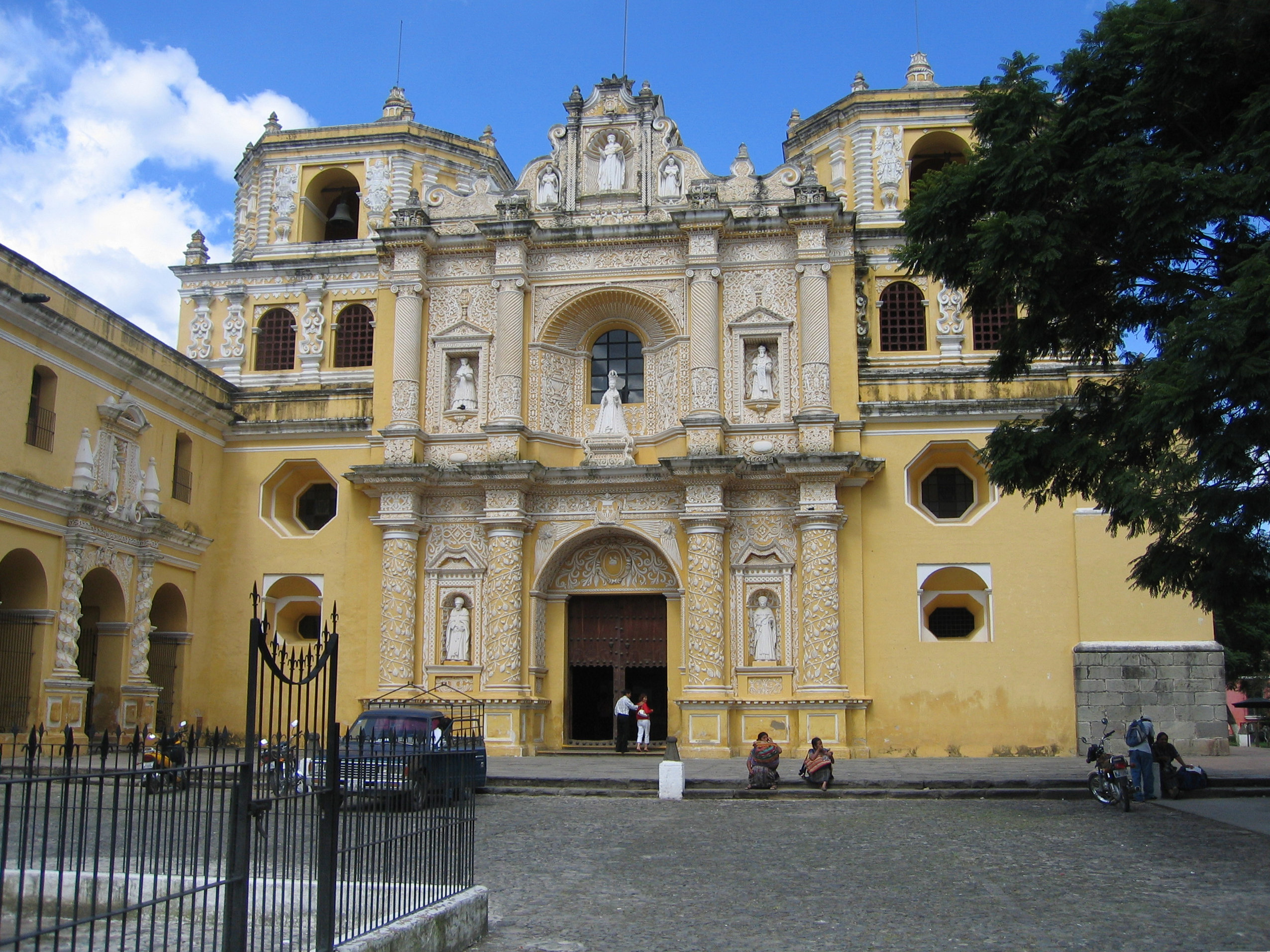
La Mercad
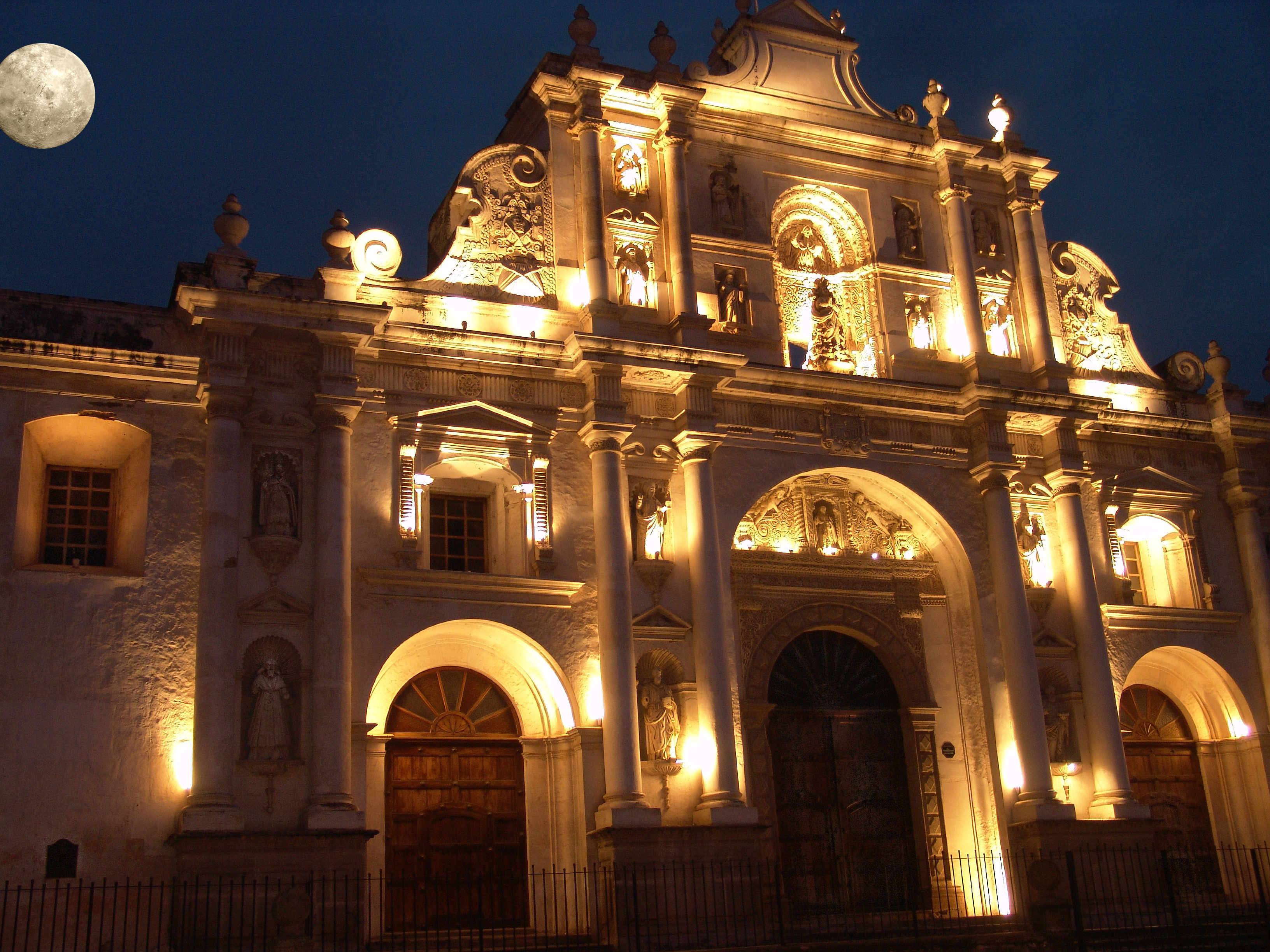
Catedral de San José